# Schley County
Das Schley County ist ein County im Bundesstaat Georgia der Vereinigten Staaten. Der Verwaltungssitz (County Seat) ist Ellaville, benannt nach der Tochter des Mannes, der das Gelände für die Stadt zur Verfügung gestellt hatte.

## Geographie
Das County liegt im mittleren Westen von Georgia, etwa 70 km vor der Grenze zu Alabama und hat eine Fläche von 453 Quadratkilometern, wovon ein Quadratkilometer Wasserfläche ist, und grenzt im Uhrzeigersinn an folgende Countys: Taylor County, Macon County, Sumter County und Marion County.

## Geschichte
Schley County wurde am 22. Dezember 1857 als 122. County in Georgia aus Teilen des Marion County und des Sumter County gebildet. Benannt wurde es nach William Schley, einem Gouverneur von Georgia.

## Demografische Daten
Laut der Volkszählung von 2010 verteilten sich die damaligen 5010 Einwohner auf 1872 bewohnte Haushalte, was einen Schnitt von 2,68 Personen pro Haushalt ergibt. Insgesamt bestehen 2208 Haushalte.
71,3 % der Haushalte waren Familienhaushalte (bestehend aus verheirateten Paaren mit oder ohne Nachkommen bzw. einem Elternteil mit Nachkomme) mit einer durchschnittlichen Größe von 3,24 Personen. In 40,2 % aller Haushalte lebten Kinder unter 18 Jahren sowie in 27,5 % aller Haushalte Personen mit mindestens 65 Jahren.
32,7 % der Bevölkerung waren jünger als 20 Jahre, 21,4 % waren 20 bis 39 Jahre alt, 27,4 % waren 40 bis 59 Jahre alt und 18,3 % waren mindestens 60 Jahre alt. Das mittlere Alter betrug 37 Jahre. 48,0 % der Bevölkerung waren männlich und 52,0 % weiblich.
73,0 % der Bevölkerung bezeichneten sich als Weiße, 23,3 % als Afroamerikaner und 0,7 % als Asian Americans. 1,9 % gaben die Angehörigkeit zu einer anderen Ethnie und 1,0 % zu mehreren Ethnien an. 3,2 % der Bevölkerung bestand aus Hispanics oder Latinos.
Das durchschnittliche Jahreseinkommen pro Haushalt lag bei 41.227 USD, dabei lebten 21,9 % der Bevölkerung unter der Armutsgrenze.

## Orte im Schley County
Orte im Schley County mit Einwohnerzahlen der Volkszählung von 2010:
City:
- Ellaville (County Seat) – 1812 Einwohner